# Gabriele Filippucci
Gabriele Filippucci (né en 1631 à Macerata dans les  Marches, alors dans les États pontificaux, et mort le 21 juillet 1706  à Rome) est un cardinal italien du XVIIIe siècle.

## Biographie
Gabriele Filippucci exerce diverses fonctions au sein de la curie romaine, notamment au tribunal suprême de la Signature apostolique.
Le pape Clément XI le crée cardinal lors du consistoire du 17 mai 1706, bien que Filippucci demande une dispense de la promotion à la stupeur du Pape et décline formellement la création. Il meurt le 21 juillet de la même année.

## Sources
- Fiche du cardinal sur le site de la FIU